# Anderlecht
Anderlecht egyike a belgiumi Brüsszel fővárosi régió 19 alapfokú közigazgatási egységének, községének. 2005. január 1-jén 93 808 lakosa volt. Területe 17,74 km², így a népsűrűség itt igen magas, 5286,72 fő/km².

## Történelme
Egy római villa és egy frank temető maradványait is megtalálták Anderlecht területén. Az Anderlecht nevet azonban először 1047-ben említették Anrelech formában, majd 1111-ben Andreletként, 1148-ban Andrelerként, és 1186-ban Anderlechként. Abban az időben a terület csak egy káptalannak és két hűbérbirtoknak volt az otthona, az egyik az Aa, a másik az Anderlecht volt.

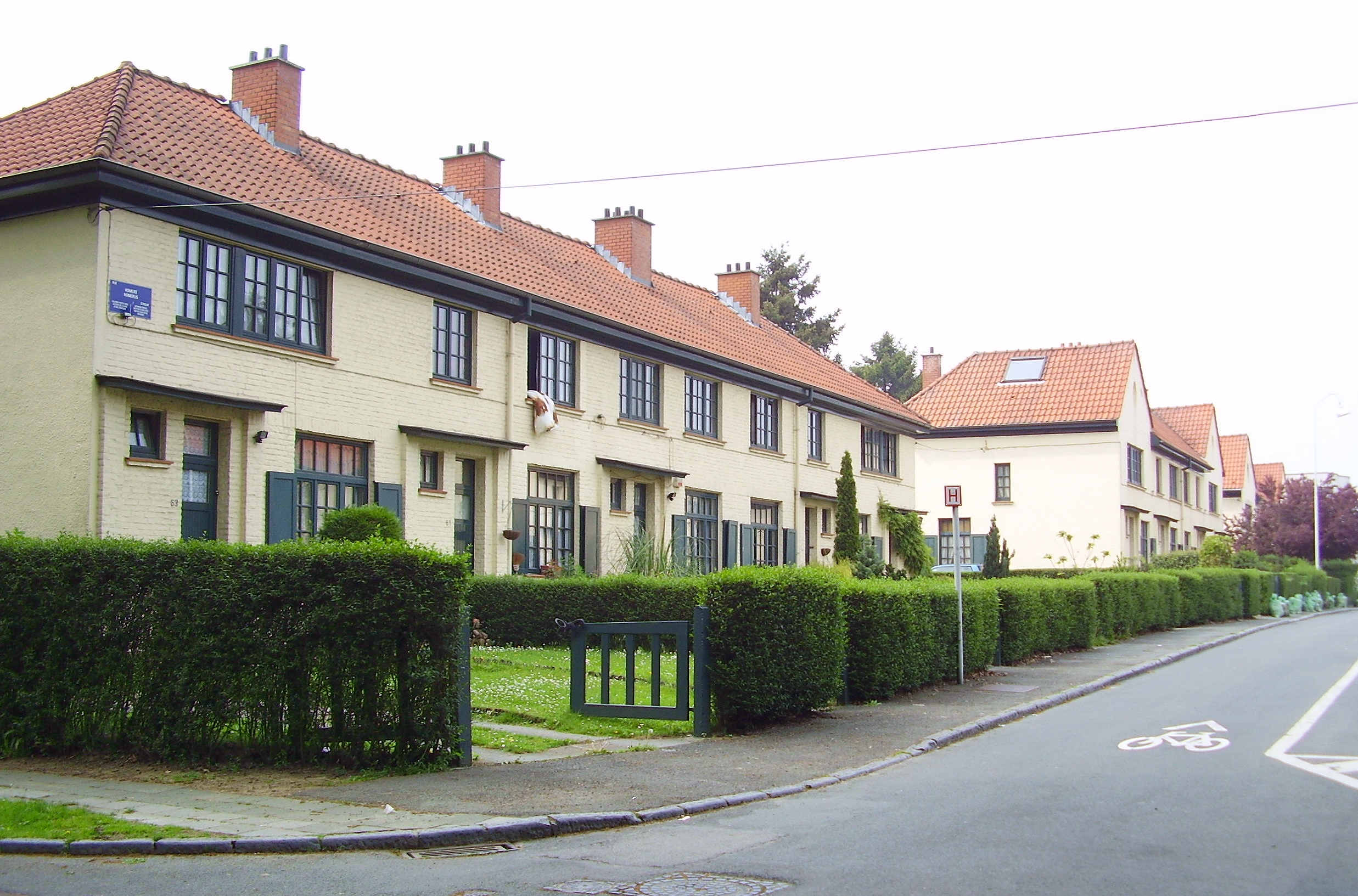
Kertvárosi részlet Mortenbeekben

1356-ban Male-i Lajos, Flandria grófja Brüsszel ellen harcolt Anderlecht birtokáért a scheuti csatában. Noha sógornőjét, Johannát, Brabant hercegnőjét legyőzte, és gyorsan megszerezte címét és birtokait, sógornője IV. Károly német-római császár segítségével a következő évben visszaszerezte hatalmát. 1393-ban Johanna oklevelében Brüsszel részévé nyilvánította Anderlechtet. Szintén ebben az időben építették újjá Szent Guidó templomát a korábbi román stílusú kripta fölé Brabant gótikus stílusban. A 15. és a 16. században növekedett a város kulturális jelentősége.
A 17. és a 18. századot a Németalföld és Franciaország közötti háborúk jellemezték. A jemappes-i csata után 1792. november 13-án a Dumouriez tábornok vetette Francia Forradalmi Hadsereg újra megfutamította az osztrákokat Anderlechtnél. A franciák Anderlechtet független önkormányzattá nyilvánították.

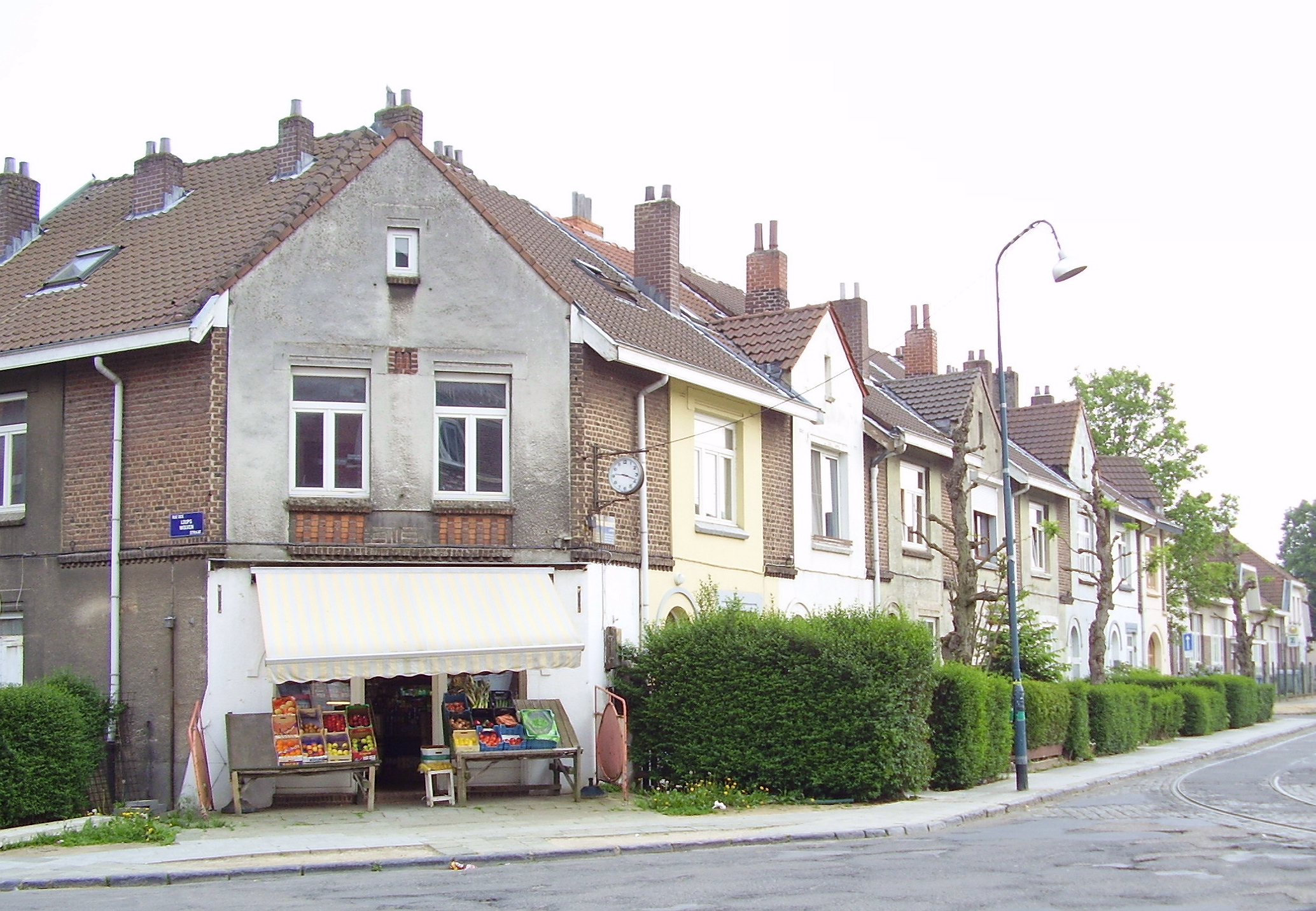
Jellegzetes városrészlet Het Radból

A 19. században a gyorsan terjeszkedő Brüsszel közelségének köszönhetően jelentősen nőtt a lakosság száma. Figyelemre méltó városrészek és kertvárosi negyedek (Het Rad, Mortenbeek) épültek ki a 20. század elejére.

## Sportélet
A városrész labdarúgócsapata, a legeredményesebb belga egyesület, az RSC Anderlecht. Itt található a labdarúgócsapat stadionja, a 28 000 férőhelyes Constant Vanden Stock Stadion.

## Események
Az 1825 óta minden évben megrendezett Anderlechti Vásár jelentős rendezvénye a városrésznek. Eredetileg szarvasmarhavásárként engedélyezte II. Vilmos, de azóta hatalmas eseménnyé nőtte ki magát, a Szent Guidó tiszteletére megtartott vallási körmenet, különféle ünnepségek, virágbemutató, állatbemutató, és változatos kiállítások mind-mind részévé váltak.

## Testvértelepülések
- Németország Berlin-Neukölln 1955. június 17. óta